# 押赤城之战
押赤城之战，1254年（蒙古帝国宪宗四年、大理国天定三年），在忽必烈攻大理之战中，蒙古将军兀良合台率军攻克大理押赤城（今云南省昆明市）的作战。
1253年十二月，兀良合台跟随忽必烈攻占大理城，国王段兴智、丞相高泰祥逃跑，后在姚州（今云南省姚安县北）俘虏斩杀高泰祥。1254年春，忽必烈率军班师，兀良合台总督军事，留在云南继续作战，平定未附诸部。当年秋天，兀良合台率军东进，抵达罗部府（今云南省禄丰市北），高昇率诸部兵抵抗，兀良合台在夷可浪山下将他击败。兀良合台乘胜进军至押赤城。押赤城在滇池边，三面环水，地险城坚。兀良合台派骁勇将士用砲摧毁押赤城北门，用火攻，但是没有攻下。于是大声击鼓，忽进忽退，连续七天，来迷惑大理军。大理军疲惫之际，兀良合台派儿子阿朮在夜黑潜师入城，突然攻击，大理军战败。蒙古军追至昆泽（今云南省宜良县），俘获大理国王段兴智，大理余众退入山谷继续抵抗。兀良合台命裨将迂回进击，三天后合围。兀良合台与阿朮派善于射击的二百骑兵冲入敌军，获胜。抵达乾哥城下，兀良合台染病，阿朮被委任处理军事。阿朮环绕城下立砲攻击，用草填堑，诸军集进，破乾哥城。